# MAFB
MAFB (англ. MAF bZIP transcription factor B) – білок, який кодується однойменним геном, розташованим у людей на короткому плечі 20-ї хромосоми. Довжина поліпептидного ланцюга білка становить 323 амінокислот, а молекулярна маса — 35 792.
| 10         |  | 20         |  | 30         |  | 40         |  | 50         |
| ---------- |  | ---------- |  | ---------- |  | ---------- |  | ---------- |
| MAAELSMGPE |  | LPTSPLAMEY |  | VNDFDLLKFD |  | VKKEPLGRAE |  | RPGRPCTRLQ |
| PAGSVSSTPL |  | STPCSSVPSS |  | PSFSPTEQKT |  | HLEDLYWMAS |  | NYQQMNPEAL |
| NLTPEDAVEA |  | LIGSHPVPQP |  | LQSFDSFRGA |  | HHHHHHHHPH |  | PHHAYPGAGV |
| AHDELGPHAH |  | PHHHHHHQAS |  | PPPSSAASPA |  | QQLPTSHPGP |  | GPHATASATA |
| AGGNGSVEDR |  | FSDDQLVSMS |  | VRELNRHLRG |  | FTKDEVIRLK |  | QKRRTLKNRG |
| YAQSCRYKRV |  | QQKHHLENEK |  | TQLIQQVEQL |  | KQEVSRLARE |  | RDAYKVKCEK |
| LANSGFREAG |  | STSDSPSSPE |  | FFL        |  |            |  |            |

A: Аланін

C: Цистеїн

D: Аспарагінова кислота

E: Глутамінова кислота

F: Фенілаланін

G: Гліцин

H: Гістидин

I: Ізолейцин

K: Лізин

L: Лейцин

M: Метіонін

N: Аспарагін

P: Пролін

Q: Глутамін

R: Аргінін

S: Серин

T: Треонін

V: Валін

W: Триптофан

Кодований геном білок за функціями належить до репресорів, активаторів. 
Задіяний у таких біологічних процесах, як транскрипція, регуляція транскрипції. 
Білок має сайт для зв'язування з ДНК. 
Локалізований у ядрі.